# Lohtaja

Wappen der ehemaligen Gemeinde Lohtaja

Lohtaja [ˈlɔhtɑjɑ] (schwed. Lochteå) ist eine ehemalige Gemeinde in der finnischen Landschaft Mittelösterbotten und heute ein Teil der Stadt Kokkola.
Lohtaja liegt 33 Kilometer nordöstlich des Stadtzentrums von Kokkola unweit der Küste des Bottnischen Meerbusens. Neben dem gleichnamigen Kirchdorf umfasste die Gemeinde Lohtaja noch die Dörfer Alaviirre, Karhi, Marinkainen, Sorto, Väliviirre und Koskenkylä. Die Fläche der Gemeinde betrug 519,4 km², die Einwohnerzahl lag zuletzt bei 2.791.
Das Kirchspiel Lohtaja wurde bereits 1575 gegründet und umfasste anfangs ein weitaus größeres Gebiet als die spätere Gemeinde. 1859 lösten sich Kannus und Toholampi (samt der Kapellengemeinde Lestijärvi) als Kapellengemeinden aus Lohtaja, 1898 folgte Himanka. Zum Jahresbeginn 2009 wurde Lohtaja zusammen mit Ullava und Kälviä in die Stadt Kokkola eingemeindet.
Lohtaja ist vor allem bekannt für den auf der Halbinsel Vattaja (finn. Vattajaniemi) gelegenen längsten Sandstrand der Nordischen Länder. Sein allergrößter Teil wird von den Finnischen Streitkräften als Übungs- und Schießgebiet benutzt. Am Ende der Halbinsel nach einer kurzen Dammstraße befindet sich die Insel Ohtokari, auf der sich ein altes Fischerdorf mit Fischermuseum, Fischerhafen und Bake (heute als Aussichtsturm gebraucht), eine alte Trojaburg sowie ein vom SLEY (Suomen Luterilaisen Evankeliumiyhdistyksen) unterhaltenes Ferienzentrum befindet. Zu den Ritualen der Inselbesucher gehört es, einen Stein auf den Steinhaufen zu werfen, der im Gebiet des Ferienzentrums liegt. Zu den bedeutenderen Festen in Lohtaja gehört das allsommerliche Vexilla-regis-Kirchenmusikfestival und das Fischfest. Im Fluss Viiretjoki wurde 1930 ein etwa 70 cm langes Stück eines Mammutstoßzahns gefunden, dessen Alter auf 24.000 Jahre geschätzt wurde.